# Jordan EJ13
Chronologie des modèles (2003)
Jordan EJ12 Jordan EJ14
La Jordan EJ13 est la monoplace engagée par l'écurie irlandaise Jordan Grand Prix dans le cadre du championnat du monde de Formule 1 2003. Elle est pilotée par l'Italien Giancarlo Fisichella et l'Irlandais Ralph Firman. Les pilotes d'essais sont Björn Wirdheim, Satoshi Motoyama et Zsolt Baumgartner, qui remplace Firman, blessé lors des essais du Grand Prix de Hongrie, pendant deux courses.

## Historique

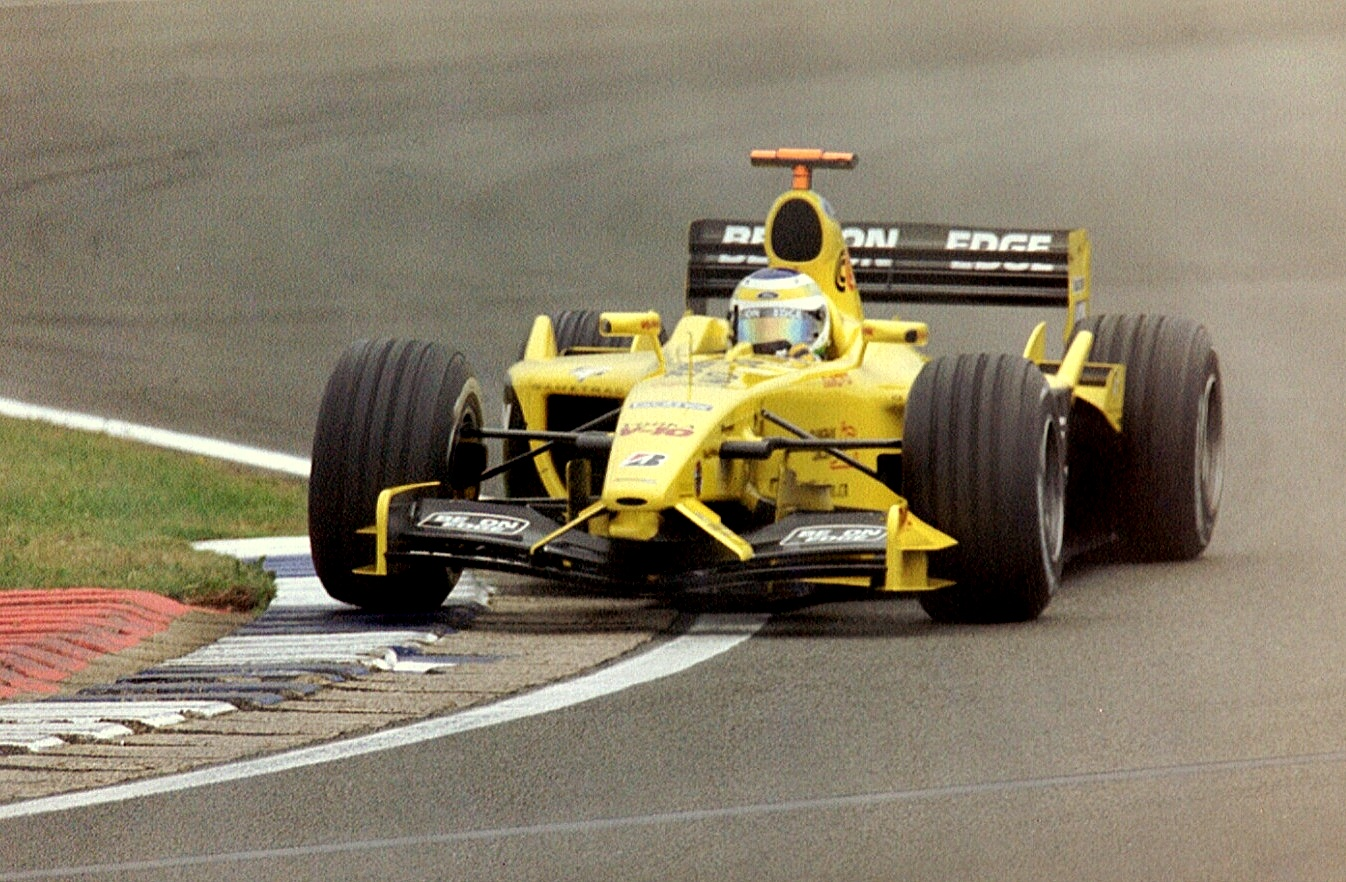
Giancarlo Fisichella à bord de la Jordan EJ13 à Silverstone.

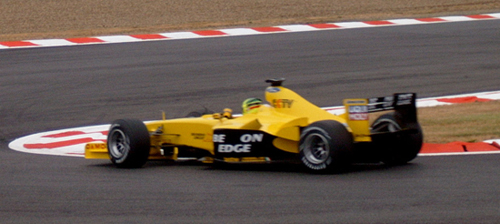
Ralph Firman à bord de la Jordan EJ13 au Grand Prix de France 2003.

Pour cette saison, Jordan est affaibli par le manque de sponsors. De plus, Honda ne fournit plus ses moteurs à l'écurie irlandaise pour se concentrer à son partenariat avec British American Racing et Jordan doit s'associer avec Ford-Cosworth. Les résultats en course sont plutôt modestes malgré une victoire obtenue par Fisichella au Brésil sous une pluie torrentielle. Jordan marque trois autres points, un en Espagne grâce à Firman et deux autres grâce à Fisichella aux États-Unis.
Lors des essais libres du Grand Prix de Hongrie, Ralph Firman est victime d'un accident et Jordan le remplace pour deux courses par Zsolt Baumgartner, qui devient le premier Hongrois de l'histoire à disputer une course de Formule 1.
En juin 2003, Jordan poursuit en justice Vodafone et réclame 150 millions de livres sterling pour rupture de contrat et association avec Ferrari. Faute de preuve quant au caractère abusif de l'annulation du contrat, l'équipe retire sa plainte deux mois plus tard et est contrainte de payer les coûts de Vodafone : l'écurie ne s'en remettra jamais financièrement.
À l'issue du championnat, Jordan Grand Prix termine neuvième du championnat des constructeurs avec 13 points.

## Résultats en championnat du monde de Formule 1

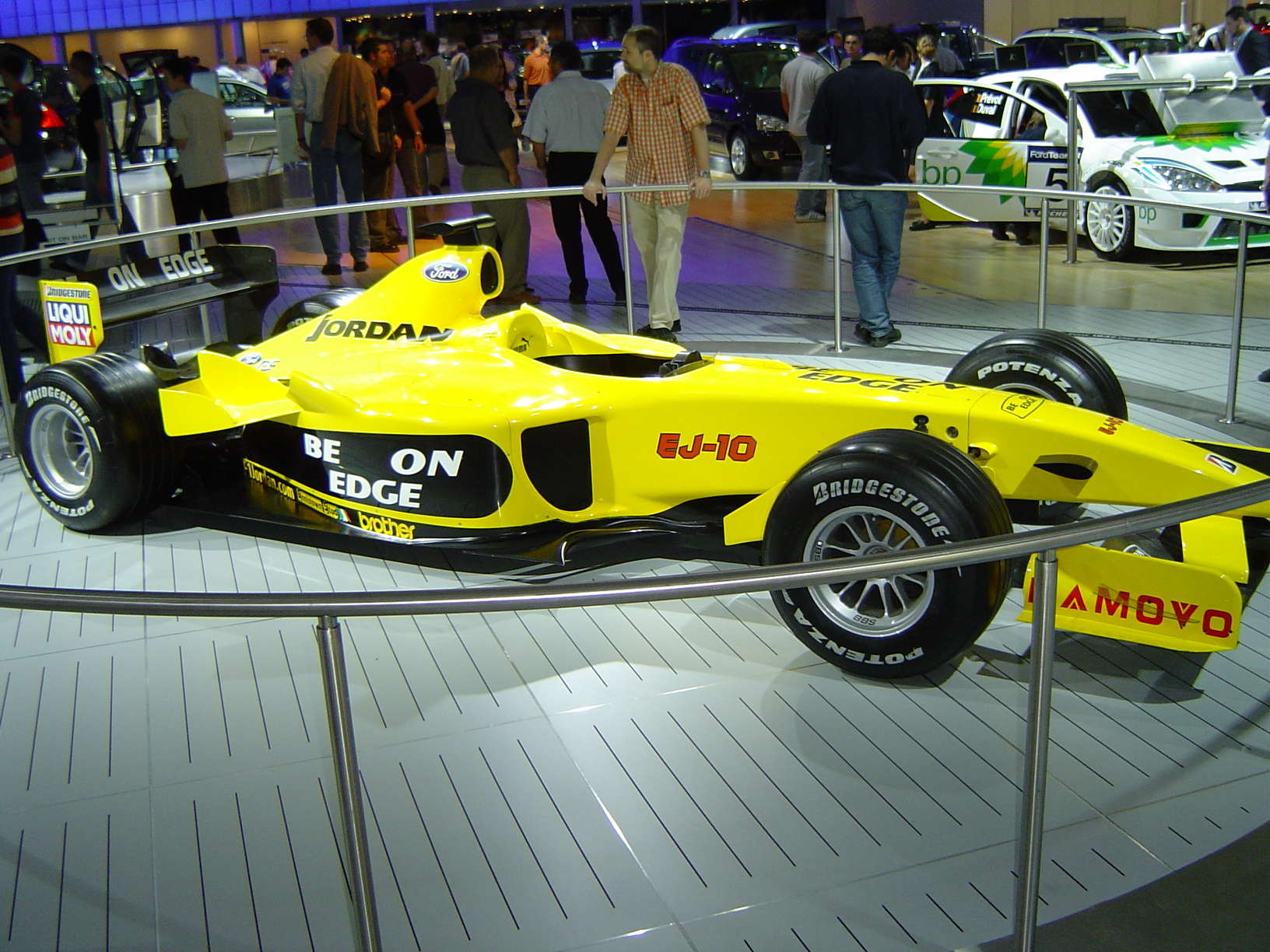
La Jordan EJ13 à l'exposition IAA 2003

| Saison | Écurie      | Moteur            | Pneus       | Pilotes              | Courses | Courses | Courses | Courses | Courses | Courses | Courses | Courses | Courses | Courses | Courses | Courses | Courses | Courses | Courses | Courses | Points inscrits | Classement |
| Saison | Écurie      | Moteur            | Pneus       | Pilotes              | 1       | 2       | 3       | 4       | 5       | 6       | 7       | 8       | 9       | 10      | 11      | 12      | 13      | 14      | 15      | 16      | Points inscrits | Classement |
| ------ | ----------- | ----------------- | ----------- | -------------------- | ------- | ------- | ------- | ------- | ------- | ------- | ------- | ------- | ------- | ------- | ------- | ------- | ------- | ------- | ------- | ------- | --------------- | ---------- |
| 2003   | Jordan Ford | Ford-Cosworth V10 | Bridgestone |                      | AUS     | MAL     | BRÉ     | SMR     | ESP     | AUT     | MON     | CAN     | EUR     | FRA     | GBR     | ALL     | HON     | ITA     | USA     | JAP     | 13              | 9e         |
| 2003   | Jordan Ford | Ford-Cosworth V10 | Bridgestone | Giancarlo Fisichella | 12e     | Abd     | 1er     | 15e     | Abd     | Abd     | 10e     | Abd     | 12e     | Abd     | Abd     | 13e     | Abd     | 10e     | 7e      | Abd     | 13              | 9e         |
| 2003   | Jordan Ford | Ford-Cosworth V10 | Bridgestone | Ralph Firman         | Abd     | 10e     | Abd     | Abd     | 8e      | 11e     | 12e     | Abd     | 11e     | 15e     | 13e     | Abd     |         |         | Abd     | 14e     | 13              | 9e         |
| 2003   | Jordan Ford | Ford-Cosworth V10 | Bridgestone | Zsolt Baumgartner    |         |         |         |         |         |         |         |         |         |         |         |         | Abd     | 11e     |         |         | 13              | 9e         |

Légende : ici 